# Ablabesmyia johannseni
Ablabesmyia johannseni es una especie de insecto díptero. Fue descrito por primera vez en 1959 por Roback. 
Pertenece al género Ablabesmyia, familia Chironomidae.

## Distribución
Se distribuye por Estados Unidos.